# Mendes (Antigo Egito)
Mendes (Μένδης), Djedete, Per-Banebedjedete ou Ampete, era uma cidade do Antigo Egito. Atualmente a cidade moderna de Tell El-Ruba existe no lugar. Mendes era também um deus da mitologia egípcia que representava a natureza.
A cidade é localizada na parte leste do delta do Nilo (30° 57′ 30″ N, 31° 30′ 57″ L) e foi a capital política do décimo sexto nomo egípcio de Kha (Nomo).
As ruínas de Mendes são o maior tel no delta do Rio Nilo.